# Kategoria e Parë 1980-1981
La Kategoria e Parë 1980-1981 fu la 42ª edizione della massima serie del campionato albanese di calcio disputata tra il 21 settembre 1980 e il 7 giugno 1981 e conlclusa con la vittoria del Partizani Tirana, al suo tredicesimo titolo.
Capocannoniere del torneo fu Dashnor Bajaziti (Besa Kavajë) con 12 reti.

## Formula
Nessuna variazione rispetto alla stagione precedente: le squadre partecipanti furono 14 e disputarono un turno di andata e ritorno per un totale di 26 partite.
Le ultime due classificate retrocedettero in Kategoria e Dytë.
Le squadre qualificate alle coppe europee furono due: la vincente del campionato fu ammessa alla Coppa dei Campioni 1981-1982 mentre la seconda classificata alla Coppa UEFA 1981-1982.

## Squadre
| Squadra             | Città        | Stadio | Stagione 1979-1980 |
| ------------------- | ------------ | ------ | ------------------ |
| Labinoti            | Elbasan      |        | 9°                 |
| 17 Nëntori          | Tirana       |        | 2°                 |
| KF Partizani Tirana | Tirana       |        | 4°                 |
| Dinamo Tirana       | Tirana       |        | Campione d'Albania |
| Flamurtari          | Valona       |        | 5°                 |
| Tomori              | Berat        |        | 12°                |
| Vllaznia            | Scutari      |        | 3°                 |
| Skënderbeu          | Coriza       |        | 6°                 |
| Lokomotiva          | Durazzo      |        | 8°                 |
| Luftëtari           | Argirocastro |        | 7°                 |
| Naftëtari           | Kuçovë       |        | 11°                |
| Traktori            | Lushnjë      |        | Kategoria e Dytë   |
| Besa Kavajë         | Kavajë       |        | 10°                |
| Besëlidhja          | Alessio      |        | Kategoria e Dytë   |

## Classifica finale
|                    | Pos. | Squadra     | Pt | G  | V  | N  | P  | GF | GS | DR  |
| ------------------ | ---- | ----------- | -- | -- | -- | -- | -- | -- | -- | --- |
| Albania (bandiera) | 1.   | Partizani   | 37 | 26 | 15 | 7  | 4  | 36 | 17 | +19 |
|                    | 2.   | Dinamo      | 36 | 26 | 14 | 8  | 4  | 32 | 17 | +15 |
|                    | 3.   | 17 Nëntori  | 35 | 26 | 14 | 7  | 5  | 38 | 21 | +17 |
|                    | 4.   | Vllaznia    | 27 | 26 | 9  | 9  | 8  | 30 | 33 | -3  |
|                    | 5.   | Luftëtari   | 25 | 26 | 10 | 5  | 11 | 25 | 24 | +1  |
|                    | 6.   | Naftëtari   | 25 | 26 | 10 | 5  | 11 | 24 | 32 | -8  |
|                    | 7.   | Besa Kavajë | 24 | 26 | 7  | 10 | 9  | 28 | 25 | +3  |
|                    | 8.   | Flamurtari  | 24 | 26 | 8  | 8  | 10 | 27 | 26 | +1  |
|                    | 9.   | Labinoti    | 24 | 26 | 7  | 10 | 9  | 24 | 28 | -4  |
|                    | 10.  | Besëlidhja  | 23 | 26 | 6  | 11 | 9  | 21 | 25 | -4  |
|                    | 11.  | Lokomotiva  | 23 | 26 | 6  | 11 | 9  | 20 | 24 | -4  |
|                    | 12.  | Tomori      | 23 | 26 | 4  | 15 | 7  | 14 | 20 | -6  |
|                    | 13.  | Skënderbeu  | 22 | 26 | 5  | 12 | 9  | 19 | 27 | -8  |
|                    | 14.  | Traktori    | 16 | 26 | 4  | 8  | 14 | 17 | 36 | -19 |

Legenda:

      Campione d'Albania
      Ammesso alla Coppa UEFA
      Retrocesso in Kategoria e Dytë
Note:

Due punti a vittoria, uno a pareggio, zero a sconfitta.

## Verdetti
- Campione: Partizani
- Qualificata alla Coppa dei Campioni: Partizani Tirana
- Qualificata alla Coppa UEFA: Dinamo Tirana
- Retrocessa in Kategoria e Dytë: Skënderbeu, Traktori